# Lucien Petit-Breton

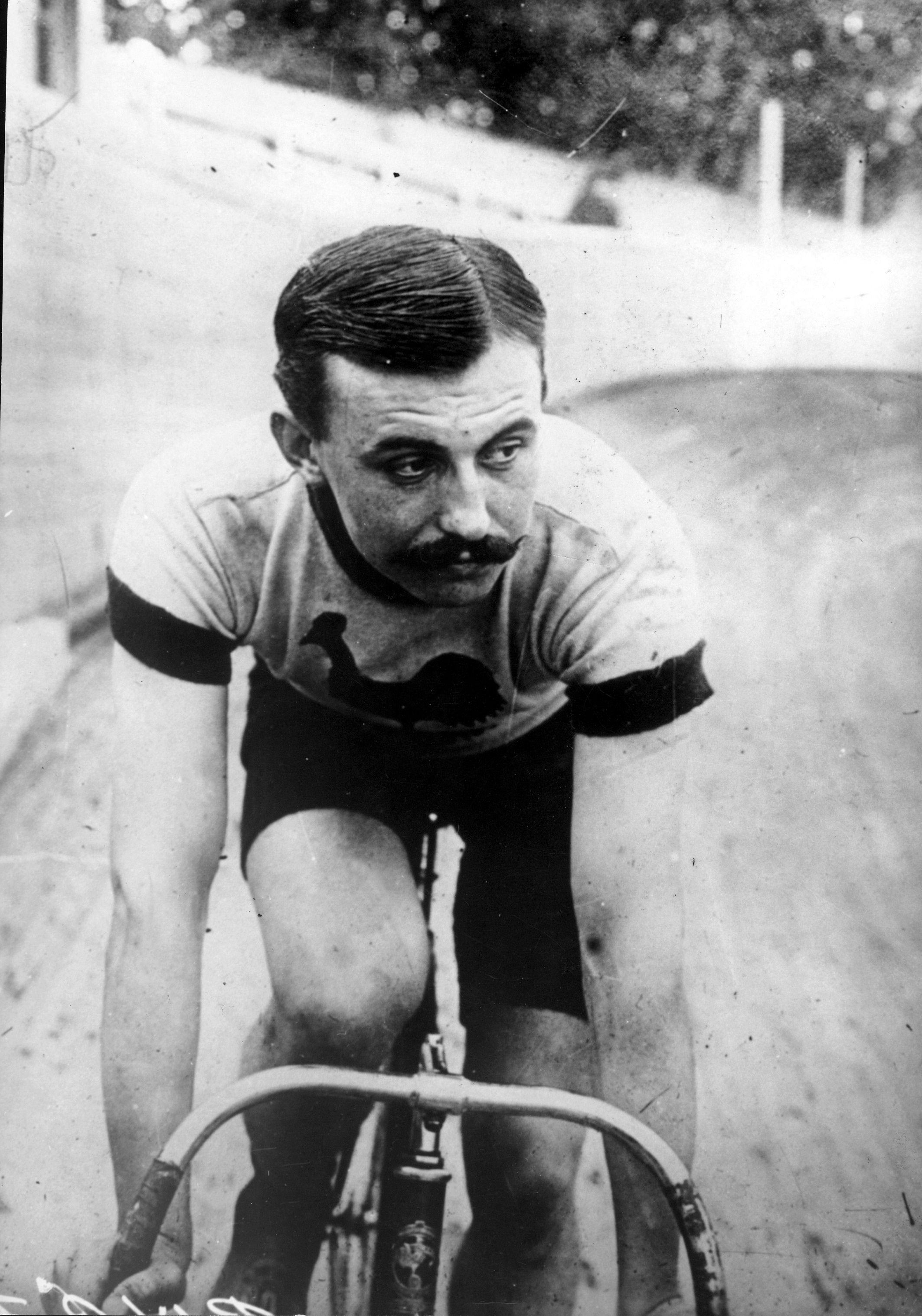
Lucien Petit-Breton

Lucien Mazan (* 18. Oktober 1882 in Plessé; † 20. Dezember 1917 in Troyes) war ein französischer Radrennfahrer. Bekannt wurde er unter dem Namen Petit-Breton (kleiner Bretone). Darüber hinaus nannte man ihn auch „den eleganten Argentinier“.

## Leben
Die Familie von Lucien Mazan wanderte nach Argentinien aus, als er zwei Jahre alt war. Bei einer Lotterie gewann er sein erstes Rennrad. Sein Vater war jedoch gegen eine Sportlerkarriere seines Sohnes, da er die Ansicht vertrat, Radrennfahrer glichen Zirkusclowns. Aus diesem Grunde legte sich Mazan den Namen „Breton“ nach seiner Heimat, der Bretagne, zu. Seine ersten Erfolge feierte er auf der Bahn. So wurde er im Alter von 17 Jahren argentinischer Bahnradmeister. 1905 – sein Vater billigte den Sport mittlerweile – stellte er in Paris mit 41,110 Kilometern einen neuen Stundenweltrekord auf und erregte damit erstmals internationales Aufsehen.
Mazan zog mit seinen Eltern zurück nach Frankreich in die Bretagne und lebte dort in Poudrantais; in Vallet heiratete er. Er wurde Profi-Radrennfahrer. Dies erforderte allerdings eine Namensänderung, da es in Frankreich schon einen Rennfahrer namens Breton gab; er erhielt den Zusatz „Petit“.
Am 24. August 1905 stellte er auf der Buffalo-Radrennbahn in Paris mit 41,52 Kilometern einen neuen Stundenweltrekord auf.
Der „kleine Bretone“, der als erster Zeitfahrspezialist gilt, gehörte in der heroischen Epoche des Radsports zu den besten Fahrern überhaupt. Auf der neunten Etappe der Tour de France 1907 setzte er sich durch eine 250 Kilometer lange Alleinfahrt zwischen Bayonne und Bordeaux an die Spitze der Gesamtwertung. Er übernahm die Führung von Émile Georget, seinem Kameraden aus dem Peugeot-Team, und gab sie bis zum Ende der Tour in Paris nicht mehr ab. 1908 hatte er kaum Konkurrenz zu fürchten. Er startete wieder in der Peugeot-Mannschaft, übernahm auf der zweiten Etappe die Führung und vermochte sie zu halten. Das Peugeot-Team gewann bei dieser Tour sämtliche Etappen. Durch diesen Sieg war Mazan der erste Doppelsieger der noch jungen Tour de France.
In den Jahren 1906 bis 1908, auf dem Höhepunkt seiner Karriere, gewann er darüber hinaus weitere berühmte Radrennen wie beispielsweise die Klassiker Paris–Tours und Mailand–Sanremo. Nachdem er bei der Tour de France 1909 nicht angetreten war, konnte er in den Folgejahren nicht mehr an seine vorherigen Erfolge anknüpfen.
Im Ersten Weltkrieg diente Petit-Breton im französischen Heer als Kraftwagenfahrer. Als er auf einer Landstraße mit einem entgegenkommenden Fahrzeug kollidierte, wurde er herausgeschleudert und erlag kurz darauf seinen schweren Verletzungen. Petit-Breton wurde in Pénestin bestattet.

## Ehrungen
In der Bretagne findet man noch heute zahlreiche Spuren, die auf Mazan hinweisen. So wurde an seinem Geburtshaus in Plessé eine Tafel mit der Inschrift „Maison natale de Lucien Mazan – Vainqueur du Tour de France 1907 et 1908“ befestigt und im Ort eine Straße auf den Namen „Rue Petit Breton“ getauft.
In St. Herblain (nicht zu verwechseln mit Saint-Herblain), einem westlichen Stadtteil von Nantes, befindet sich das „Stade Vélodrome Petit-Breton“. In diesem ehemaligen Radstadion wird heute Rugby gespielt. Im Oval der Sportstätte steht ein vom argentinischen Radsportverband gestifteter Gedenkstein zu Ehren Mazans.
In Pénestin ist heute der Verein „Les amis de Petit-Breton“ ansässig, der sich um sein Andenken bemüht, und in der Ortschaft Vallet wurde eine Weinsorte nach ihm benannt.

## Platzierungen bei der Tour de France
- 1905: 5. Platz
- 1906: 4. Platz
- 1907: Sieger (2 Etappensiege)
- 1908: Sieger (5 Etappensiege)
- 1909: nicht teilgenommen
- 1910: ausgeschieden
- 1911: ausgeschieden
- 1912: ausgeschieden
- 1913: ausgeschieden
- 1914: ausgeschieden

## Palmarès
- 1900: Argentinischer Bahnradmeister
- 1904: Bol d’Or (Ausdauerrennen über 24 Stunden)[1]
- 1905: Stundenweltrekord
- 1906: Paris–Tours
- 1907: Tour de France
- 1907: Mailand–Sanremo[6]
- 1908: Tour de France
- 1908: Paris–Brüssel
- 1908: Belgien-Rundfahrt (vier Etappensiege)
- 1909: Tour de Tarragone
- 1909: Buffalo-Cup
- 1911: Etappensieg beim Giro d’Italia